# Catalogue arabe uni
Le Catalogue arabe uni (CAU), lancé en 2006, est une organisation à but non lucratif au service des bibliothèques. Il a l'ambition de réduire le coût de catalogage des documents en langue arabe en installant une plate-forme de catalogage partagé pour éviter de cataloguer le même ouvrage plusieurs fois mais ceci nécessite d'avoir les mêmes habitudes de travail, comme l'adoption des normes internationales des échanges de l'information bibliographique.
En 2012, près de 5000 bibliothèques étaient adhérentes.

## Objectifs
- Recenser le patrimoine arabe écrit ;
- unifier les efforts arabes de standardisation des pratiques documentaires ;
- diminuer le coût de catalogage ;
- participer à la diffusion du livre arabe[3].

Le CAU a l'ambition d'améliorer les pratiques documentaires dans les bibliothèques arabes par la mise à disposition d'une plateforme de catalogage partagé et la diffusion de formations via son Académie de formation.

## Élaboration et soutiens
Ce projet présente un intérêt pour toutes les bibliothèques arabes en premier lieu et toutes les bibliothèques qui possèdent des collections en langue arabe, notamment la Bibliotheca Alexandrina, d'autant que ce catalogage connaît actuellement un grand retard[réf. nécessaire]. En considération de l'ampleur et des bienfaits qui devraient être enregistrés à l'échelle des bibliothèques arabes la bibliothèque du roi Fahd ben Abdelaziz Al Saoud a pris l'initiative et a lancé ce fameux projet avec ses propres moyens et l'appui de son fondateur le roi Abdallah II de Jordanie[réf. nécessaire].